# Newtown (Missouri)
Newtown è un comune degli Stati Uniti d'America, situato nello Stato del Missouri, nella contea di Sullivan.